# Bigi Wey Sportcentrum
Het Bigi Wey Sportcentrum is een multifunctioneel stadion in Brownsweg, een plaats in Suriname. 
Het stadion werd geopend in 2013 en het werd gebouwd op het terrein van het oude stadion. Het sportcentrum bestaat onder andere uit twee tribunes, twee kleedkamers, een trainingsveld en competitieveld. Er is nieuwe weg aangelegd van ongeveer 1 kilometer om goed bij het stadion te kunnen komen.
Het stadion wordt vooral gebruikt voor voetbalwedstrijden, de voetbalclubs ACoconut en SV Tahitie maken gebruik van dit stadion. In het stadion is plaats voor 1.300 toeschouwers. 